# Ruby Wax
Ruby Wax, geboren als Ruby Wachs (Evanston, 19 april 1953), is een Amerikaanse comédienne die carrière maakte in het Verenigd Koninkrijk als onderdeel van de alternatieve komedie in de jaren 80.

## Carrière

### Vroege carrière
Wax kwam naar het Verenigd Koninkrijk en studeerde aan de Royal Scottish Academy of Music and Drama. Ze begon haar acteercarrière als actrice bij het Crucible Theatre in Sheffield, alwaar ze een lang partnerschap in schrijven en regisseren had met Alan Rickman, die later de meeste van haar comedyshows regisseerde. Vanaf 1978 maakte ze deel uit van de Royal Shakespeare Company en werkte daar samen met Juliet Stevenson in Measure for Measure, als Jaquenetta tegenover Michael Hordern in Love's Labours Lost, en verving Zoë Wanamaker als Jane in The Way of the World.
Wax verscheen in 1980 in een aflevering van The Professionals, Bloodsports, in de rol van Lonnie, een Amerikaanse student. Een andere nieuwkomer, Pierce Brosnan had een rol in dezelfde aflevering, maar in een andere scène. In 1981 verscheen ze in het vervolg van The Rocky Horror Picture Show, genaamd Shock Treatment. Ze verscheen kort als secretaris in Omen III: The Final Conflict.

### Omschakeling naar comedy
Haar populariteit in comedy kwam door haar interviewtechniek: ze was open, brutaal en luid, wat precies voldeed aan de Britse stereotypering van een Amerikaan. Haar fysieke verschijning kwam overeen met dat beeld: met rode haren en bloedrode lipstick. Ze bouwde dit beeldmerk op in 1985 toen ze de rol vervulde van luid sprekende Amerikaanse actrice Shelley DuPont in de Britse sitcom Girls On Top. Volgens een documentaire van de BBC gepresenteerd door Dawn French, kwam Wax' carrière in 1987 in een stroomversnelling door haar rol als backstage-interviewer tijdens de benefietshow voor Amnesty International ("The Secret Policeman's Third Ball").
Vele van haar eerdere televisieshows brachten haar in situaties waarin ze mensen ontmoette en interviewde, meestal buitengewone types in het publiek (inclusief een bezoek aan de Sovjet-Unie waarin ze eerst ruzie maakte en later vrienden werd met haar vrouwelijke tolk, de situatie verklarend hoe de toestand in die tijd was in dat land).
In 1987 werd Wax radiopresentator bij The Superstation, een nachtelijke service voor de commerciële radio in het Verenigd Koninkrijk.
In december 1989 verscheen ze in een aflevering van Red Dwarf ("Timeslides") als een Amerikaanse verslaggever. Ze trouwde met Ed Bye, die de eerste paar series van Red Dwarf produceerde.

### Recent werk
Meer recent maakte ze carrière met het interviewen van sterren zoals Imelda Marcos en Pamela Anderson, waarin ze wederom haar interviewstijl toepast. Critici noemden haar 'schurend' en 'vulgair'. Ze had ook enkele gastrollen in Absolutely Fabulous (een programma waarvan zij mede-schrijver was).
In maart 2003 was Wax een van de bekende gasten in Comic Relief does Fame Academy, een nevenproductie van Fame Academy van de BBC, die alle opbrengsten schonk aan Comic Relief. Hoewel zij niet werkelijk kan zingen, waren de kijkers onder de indruk van haar levendige liederen en haalde ze in de finale de tweede plaats tegenover Will Mellor.
In september en oktober 2005 verscheen zij als bekende deelnemer in Ant & Dec's Gameshow Marathon. In de zomer van 2006 was zij een deelnemende beroemdheid aan het springconcours in het evenement Sport Relief Only Fools On Horses van de BBC. Zij presenteerde Cirque de Celebrité op Sky One in 2006, maar zou niet terugkeren voor de tweede reeks.
Wax verscheen ook in een aflevering van Jackass waar ze deelnam aan Gum Ball 3000. Terwijl de race bij de Letse grens werd tegengehouden, werd zij geworsteld door de Jackass-persoonlijkheid Chris Pontius.
In april 2009 ging de serie Ruby Wax Goes Dutch van start op Net5.
In deze serie ging ze op bezoek bij verschillende bekende Nederlanders zoals: Hans Teeuwen, Jeroen Krabbé en Claudia de Breij.
In februari 2010 zijn de opnamen gestart voor een nieuw seizoen Ruby Wax Goes Dutch... met o.a. Gordon en Johnny de Mol. Uitzending vanaf September 2010.
In april 2025 speelde Wax de rollen van Moffi & Toffi in het tweede seizoen van de televisieserie Andor binnen het Star Wars-universum.

### Boeken
Ruby Wax behaalde een master in mindfulness aan de Universiteit van Oxford. Ruby heeft een aantal boeken geschreven over mindfulness en geestelijk welzijn. In 2014 "Sane the world" ("tem je geest"), in 2016 "a mindfulness guide for the frazzled" ("frazzled") en in 2018 "How to be human" ("De mens, een handleiding").

## Biografie

### Jeugdjaren
Wax werd geboren in Evanston als dochter van joodse ouders die Oostenrijk in 1939 verlieten vanwege de nazidreiging. Haar vader werd rijk als worstfabrikant en haar moeder was gekwalificeerd als accountant.
Wax had als hoofdvak psychologie aan de Universiteit van Californië - Berkeley.

### Persoonlijk leven
Wax trouwde met televisieproducent en regisseur Ed Bye, die een deel van de series produceerde voor haar vrienden en collega's, Dawn French en Jennifer Saunders. In september 2013 studeerde Wax aan de Universiteit van Oxford af met een master in mindfulness based cognitive therapy.